# Temporada 2015-2016 del Club Joventut Badalona
La temporada 2015-2016 va ser la 77a temporada en actiu del Club Joventut Badalona des que va començar a competir de manera oficial. La Penya va disputar la seva 60a temporada a la màxima categoria del bàsquet espanyol. Va acabar la competició en la 13a posició, un descens considerable després d'haver-se classificat pels play-offs la temporada anterior. Va ser la darrera temporada en que participà amb la denomicació FIATC Joventut.

## Resultats
Lliga Endesa
A la Lliga Endesa finalitza la fase regular en la tretzena posició de 18 equips participants, lluny de les places que donaven accés a disputar els play-offs. En 34 partits disputats de la dase regular va obtenir un bagatge d'13 victòries i 21 derrotes, amb 2.634 punts a favor i 2.783 en contra (-149).
Lliga Catalana
A la Lliga Catalana, disputada a Granollers, cau en semifinals en perdre amb el Morabanc Andorra 78 a 67.

## Plantilla
La plantilla del Joventut aquesta temporada va ser la següent:
| Club Joventut Badalona: plantilla 2015-16 |                 |            |      |
| #                                         | Jugador         | Pos.       | A.   |
| 00                                        | Demond Mallet   | Base       | 1.82 |
| 3                                         | Albert Sàbat    | Base       | 1.80 |
| 6                                         | Sergi Vidal     | Escorta    | 1.99 |
| 9                                         | Nacho Llovet    | Aler pivot | 2.02 |
| 10                                        | Albert Miralles | Pivot      | 2.08 |
| 12                                        | Goran Suton     | Aler pivot | 2.08 |
| 14                                        | Albert Ventura  | Escorta    | 1.91 |
| 16                                        | Alberto Abalde  | Aler       | 2.02 |
| 23                                        | Ousmane Drame   | Pivot      | 2.06 |
| 33                                        | Brandon Paul    | Escorta    | 1.93 |
| 50                                        | Milovan Rakovic | Pivot      | 2.08 |

| Club Joventut Badalona: staff 2015-16 |                      |
| Nom                                   | Funció               |
| Salva Maldonado                       | Entrenador           |
| José A. Samaniego                     | Entrenador assistent |
| Lluís Riera                           | Entrenador assistent |

| Jugadors del planter amb minuts al 1r equip |                     |       |      |              |
| #                                           | Jugador             | Pos.  | A.   | Participació |
| 13                                          | Josep Ignasi Nogués | Aler  | 2.04 | 13 partits   |
| 19                                          | Zoran Nikolic       | Pivot | 2.06 | 3 partits    |
| 20                                          | Agustí Sans         | Base  | 1.94 | 2 partits    |

### Baixes
| Baixes a l'inici de temporada |            |
| Jugador                       | Pos.       |
| Clevin Hannah                 | Base       |
| Sitapha Savané                | Pivot      |
| Tariq Kirksay                 | Aler       |
| Àlex Barrera                  | Escorta    |
| Àlex Suárez                   | Aler pivot |